# The Triumph of Mind
The Triumph of Mind è un cortometraggio muto del 1914 scritto, diretto e interpretato da Lois Weber.

## Produzione
Il film fu prodotto dalla Bison Motion Pictures (con il nome 101-Bison)

## Distribuzione
Distribuito dall'Universal Film Manufacturing Company, il film - un cortometraggio in tre bobine - uscì nelle sale cinematografiche statunitensi il 23 maggio 1914.